# フランシス・グウィン (1777年没)
フランシス・グウィン（英語: Francis Gwyn、1699年? – 1777年11月17日）は、グレートブリテン王国の政治家。1741年から1754年まで庶民院議員を務めた。

## 生涯
アイルランド担当大臣、戦時大臣を歴任したフランシス・グウィンとマーガレット・プリドー（Margaret Prideaux、エドマンド・プリドーの娘）の次男として、おそらく1699年に生まれた。1717年6月4日にオックスフォード大学クライスト・チャーチに入学、1722年2月21日に同大学オール・ソウルズ・カレッジでB.A.の学位を、1727年にM.A.の学位を修得した。また、1721年から1724年までオール・ソールズ・カレッジのフェロー（fellow）を務めた。1718年3月3日にミドル・テンプルに入学、1727年5月12日に弁護士資格免許を取得した。
1736年6月ごろに兄エドワード・プリドーが死去すると、その遺産を継承した。
父や兄と同じくトーリー党に所属し、1741年イギリス総選挙でウェルズ選挙区から出馬して無投票で当選した。1747年イギリス総選挙で再選したが、1754年イギリス総選挙で64票（得票数3位）しか得られず落選した。議会では常に野党側で投票した。
以降は二度と立候補せず、1777年11月17日に死去した。

## 家族
1人目の妻はローラ・ピット（Lora Pitt、ジョージ・ピットの娘）だったが、2人の間に子供はいなかった。1751年12月19日にフランシス・コンブ（Frances Combe、聖職者マシュー・コンブの娘）と再婚したが、2人の間に子供はいなかった。